# Kurdistans parlament
Kurdistans parlament (kurdiska: پەرلەمانی كوردستان, Perlemanê Kurdistanê eller Perleman består av representanter från de olika partierna med ledamöter som väljs vart fjärde år av invånarna i Irakiska Kurdistan. Parlamentet består av två kammare, underhuset (deputeradekammaren) består av 75 ledamöter och överhuset (senaten) består av 36 senatorer.